# Charleroi (États-Unis)
Pour les articles homonymes, voir Charleroi (homonymie).
Charleroi est une localité située dans le comté de Washington du Commonwealth de Pennsylvanie, aux États-Unis. Elle est située sur les rives de la Monongahela à 33 km au sud de Pittsburgh.
Son nom lui vient de la ville belge de Charleroi.

## Liens avec la Belgique
Beaucoup d'émigrés belges habitaient dans la zone de Monongahela vers la fin du XIXe siècle, ils travaillaient notamment dans l'industrie du verre,.
En 2020, Paul Magnette, bourgmestre de Charleroi (Belgique) a visité cette commune, fondée par des émigrés originaires de sa ville.

## Les personnalités liées cette ville
- Olive Thomas, actrice du cinéma muet, y est née le 20 octobre 1894 ;
- Shirley Jones, actrice, y est née le 31 mars 1934.
- Barbara Bosson, actrice américaine, y est née le 1er novembre 1939.
- Craig McCracken, Réalisateur et scénariste, y est né le 31 mars 1971